# Dadaplangu
Dadaplangu is een bestuurslaag in het regentschap Blitar van de provincie Oost-Java, Indonesië. Dadaplangu telt 4362 inwoners (volkstelling 2010).